# Староіліково (Благовіщенський район)
Староілі́ково (рос. Староиликово, башк. Иҫке Илек) — село у складі Благовіщенського району Башкортостану, Росія. Адміністративний центр Іліковської сільської ради.
Населення — 356 осіб (2010; 422 в 2002).
Національний склад:
- башкири — 87 %